# Dębowa Kłoda (gmina)
Dębowa Kłoda – gmina wiejska w województwie lubelskim, w powiecie parczewskim. W latach 1975–1998 gmina położona była w województwie bialskopodlaskim.
Siedziba gminy to Dębowa Kłoda.
Według danych z 30 czerwca 2004 gminę zamieszkiwały 3974 osoby.

## Ochrona przyrody
Na obszarze gminy znajdują się następujące rezerwaty przyrody:
- rezerwat przyrody Królowa Droga – chroni starodrzew dębowy naturalnego pochodzenia z pomnikowymi okazami dębu szypułkowego;
- rezerwat przyrody Lasy Parczewskie – chroni fragment naturalnego drzewostanu sosnowo-dębowego z wieloma drzewami pomnikowymi, będącego miejscem upamiętnionym walkami partyzanckimi w okresie II wojny światowej.

## Struktura powierzchni
Według danych z roku 2002 gmina Dębowa Kłoda ma obszar 188,29 km², w tym:
- użytki rolne: 60%
- użytki leśne: 30%

Gmina stanowi 19,77% powierzchni powiatu.

## Demografia

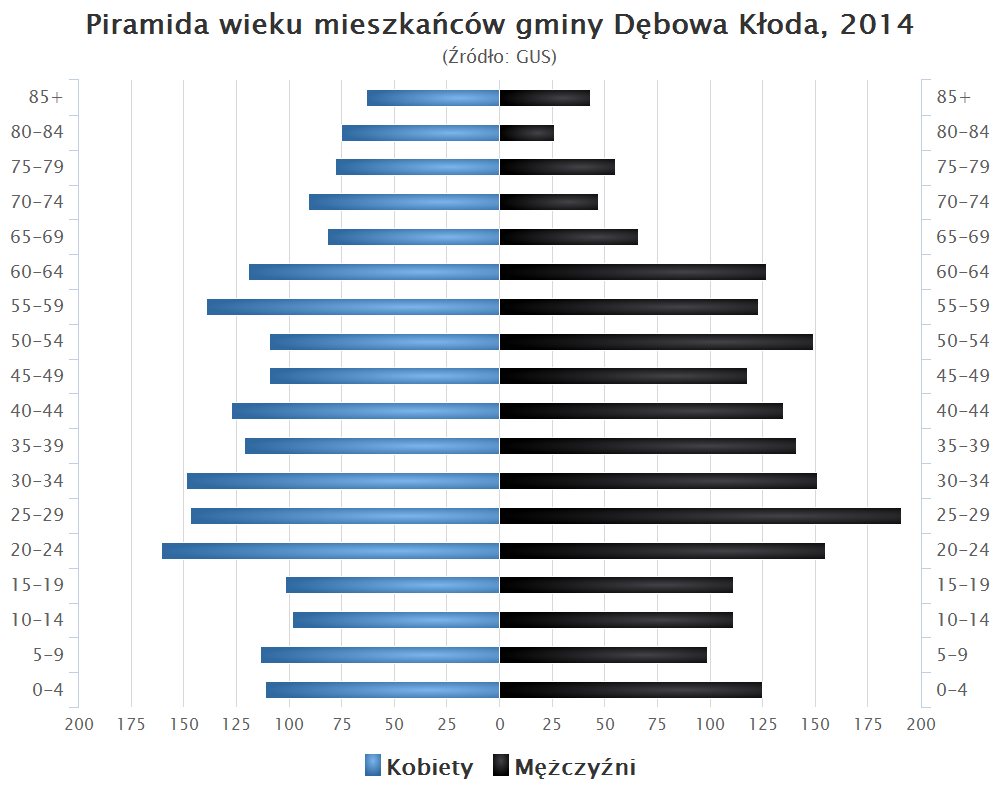
Piramida wieku mieszkańców gminy Dębowa Kłoda w 2014 roku

Dane z 30 czerwca 2004:
| Opis                              | Ogółem | Ogółem | Kobiety | Kobiety | Mężczyźni | Mężczyźni |
| --------------------------------- | ------ | ------ | ------- | ------- | --------- | --------- |
| jednostka                         | osób   | %      | osób    | %       | osób      | %         |
| populacja                         | 3974   | 100    | 2021    | 50,9    | 1953      | 49,1      |
| gęstość zaludnienia (mieszk./km²) | 21,1   | 21,1   | 10,7    | 10,7    | 10,4      | 10,4      |

## Sołectwa
Bednarzówka, Białka, Chmielów, Dębowa Kłoda, Hanów, Kodeniec, Korona, Krzywowierzba-Kolonia, Leitnie, Lubiczyn, Makoszka, Marianówka, Nietiahy, Pachole, Plebania Wola, Stępków, Uhnin, Wyhalew, Zadębie, Żmiarki.
Miejscowość bez statutu sołectwa: Smolarz, Uhnin (osada).
| Wykaz miejscowości podstawowych i ich części w administracji gminy Dębowa Kłoda        | Wykaz miejscowości podstawowych i ich części w administracji gminy Dębowa Kłoda | Wykaz miejscowości podstawowych i ich części w administracji gminy Dębowa Kłoda | Wykaz miejscowości podstawowych i ich części w administracji gminy Dębowa Kłoda | Wykaz miejscowości podstawowych i ich części w administracji gminy Dębowa Kłoda | Wykaz miejscowości podstawowych i ich części w administracji gminy Dębowa Kłoda |
| Nazwa główna                                                                           | Rodzaj obiektu                                                                  | Obiekt nadrzędny                                                                | Identyfikator zewnętrzny-SIMC                                                   | Uwagi                                                                           | Współrzędne geograficzne                                                        |
| -------------------------------------------------------------------------------------- | ------------------------------------------------------------------------------- | ------------------------------------------------------------------------------- | ------------------------------------------------------------------------------- | ------------------------------------------------------------------------------- | ------------------------------------------------------------------------------- |
| Bednarzówka                                                                            | wieś                                                                            |                                                                                 | 0011305                                                                         |                                                                                 | 51°36′49″N 23°02′43″E/51,613611 23,045278                                       |
| Białka                                                                                 | wieś                                                                            |                                                                                 | 0011328                                                                         |                                                                                 | 51°32′03″N 23°00′19″E/51,534167 23,005278                                       |
| Borki                                                                                  | część wsi                                                                       | Plebania Wola                                                                   | 0011498                                                                         |                                                                                 | 51°36′22″N 22°55′25″E/51,606111 22,923611                                       |
| Chałupne                                                                               | część wsi                                                                       | Kodeniec                                                                        | 0011370                                                                         |                                                                                 | 51°35′34″N 23°07′48″E/51,592778 23,130000                                       |
| Chmielów                                                                               | wieś                                                                            |                                                                                 | 0011334                                                                         |                                                                                 | 51°38′15″N 23°02′35″E/51,637500 23,043056                                       |
| Kolonia Chmielów                                                                       | kolonia wsi                                                                     | Chmielów                                                                        |                                                                                 |                                                                                 | 51°38′22″N 23°01′35″E/51,639444 23,026389                                       |
| Czortówka                                                                              | część wsi                                                                       | Marianówka                                                                      | 0011452                                                                         |                                                                                 | 51°38′09″N 23°04′02″E/51,635833 23,067222                                       |
| Dębowa Kłoda                                                                           | wieś                                                                            |                                                                                 | 0011340                                                                         |                                                                                 | 51°35′55″N 23°00′25″E/51,598611 23,006944                                       |
| Hanów                                                                                  | wieś                                                                            |                                                                                 | 0011357                                                                         |                                                                                 | 51°35′29″N 23°05′19″E/51,591389 23,088611                                       |
| Kodeniec                                                                               | wieś                                                                            |                                                                                 | 0011363                                                                         |                                                                                 | 51°36′28″N 23°07′29″E/51,607778 23,124722                                       |
| Korona                                                                                 | wieś                                                                            |                                                                                 | 0011386                                                                         |                                                                                 | 51°38′01″N 23°02′11″E/51,633611 23,036389                                       |
| Krzywowierzba-Kolonia                                                                  | wieś                                                                            |                                                                                 | 0011392                                                                         |                                                                                 | 51°35′24″N 23°09′58″E/51,590000 23,166111                                       |
| Leitnie                                                                                | wieś                                                                            |                                                                                 | 0011400                                                                         |                                                                                 | 51°36′38″N 22°59′28″E/51,610556 22,991111                                       |
| Lubiczyn                                                                               | wieś                                                                            |                                                                                 | 0011417                                                                         |                                                                                 | 51°37′25″N 23°05′02″E/51,623611 23,083889                                       |
| Makoszka                                                                               | wieś                                                                            |                                                                                 | 0011423                                                                         |                                                                                 | 51°35′16″N 22°56′02″E/51,587778 22,933889                                       |
| Marianówka                                                                             | wieś                                                                            |                                                                                 | 0011446                                                                         |                                                                                 | 51°38′11″N 23°03′38″E/51,636389 23,060556                                       |
| Nietiahy                                                                               | wieś                                                                            |                                                                                 | 0011469                                                                         |                                                                                 | 51°35′20″N 23°04′37″E/51,588889 23,076944                                       |
| Pachole                                                                                | wieś                                                                            |                                                                                 | 0011475                                                                         |                                                                                 | 51°37′55″N 23°07′19″E/51,631944 23,121944                                       |
| Rudniki                                                                                | część wsi                                                                       | Bednarzówka                                                                     | 0011311                                                                         | pojedyncza zagroda                                                              | 51°36′53″N 23°03′12″E/51,614722 23,053333                                       |
| Plebania Wola                                                                          | wieś                                                                            |                                                                                 | 0011481                                                                         |                                                                                 | 51°35′38″N 22°56′25″E/51,593889 22,940278                                       |
| Stępków                                                                                | wieś                                                                            |                                                                                 | 0011506                                                                         |                                                                                 | 51°36′38″N 22°56′56″E/51,610556 22,948889                                       |
| Uhnin                                                                                  | wieś                                                                            |                                                                                 | 0011512                                                                         |                                                                                 | 51°34′31″N 23°02′12″E/51,575278 23,036667                                       |
| Uhnin Białkowski                                                                       | część wsi                                                                       | Uhnin                                                                           | 0011535                                                                         |                                                                                 | 51°34′21″N 23°01′53″E/51,572500 23,031389                                       |
| Uhnin Sosnowski                                                                        | część wsi                                                                       | Uhnin                                                                           | 0011541                                                                         |                                                                                 | 51°34′01″N 23°02′54″E/51,566944 23,048333                                       |
| Uhnin Ścienny                                                                          | część wsi                                                                       | Uhnin                                                                           | 0011558                                                                         |                                                                                 | 51°34′53″N 23°01′39″E/51,581389 23,027500                                       |
| Kolonia Uhnin                                                                          | kolonia wsi                                                                     | Uhnin                                                                           |                                                                                 |                                                                                 | 51°35′08″N 23°02′41″E/51,585556 23,044722                                       |
| Wygnanka                                                                               | przysiółek wsi                                                                  | Marianówka                                                                      |                                                                                 |                                                                                 | 51°38′25″N 23°03′22″E/51,640278 23,056111                                       |
| Wyhalew                                                                                | wieś                                                                            |                                                                                 | 0011564                                                                         |                                                                                 | 51°37′06″N 23°09′57″E/51,618333 23,165833                                       |
| Zadębie                                                                                | wieś                                                                            |                                                                                 | 0011570                                                                         |                                                                                 | 51°37′46″N 23°08′40″E/51,629444 23,144444                                       |
| Żmiarki                                                                                | wieś                                                                            |                                                                                 | 0011587                                                                         |                                                                                 | 51°36′23″N 23°00′55″E/51,606389 23,015278                                       |
| Uhnin                                                                                  | osada                                                                           | Uhnin                                                                           | 0011529                                                                         | osada niesamodzielna                                                            | 51°34′08″N 23°04′23″E/51,568889 23,073056                                       |
| Smolarz                                                                                | osada leśna                                                                     | Makoszka                                                                        | 0011430                                                                         | do 2013 r. – gajówka                                                            | 51°34′59″N 22°54′19″E/51,583056 22,905278                                       |
| Źródła: Dane według Państwowego Rejestru Nazw Geograficznych z dnia 8 lutego 2017(dts) |                                                                                 |                                                                                 |                                                                                 |                                                                                 |                                                                                 |

## Sąsiednie gminy
Jabłoń, Parczew, Podedwórze, Sosnowica, Stary Brus, Uścimów, Wyryki